# Lehel Gyula
Lehel Gyula, Léber (?, 1931. március 24. – 1997. április) labdarúgó, csatár.

## Pályafutása
1950-ben igazolt a Pécsi KASE-ből a Pécsi BTC-be.
Az 1952-es idényben a Bp. Dózsa labdarúgója volt. Az élvonalban 1952. augusztus 24-én mutatkozott be a Bp. Honvéd ellen, ahol csapata 4–0-s vereséget szenvedett. Tagja volt az ebben a szezonban bajnoki bronzérmet szerzett csapatnak. 1953 és 1959 között a Pécsi Dózsa csapatában játszott. Az élvonalban összesen 50 mérkőzésen szerepelt és 13 gólt szerzett.

## Sikerei, díjai
- Magyar bajnokság
  - 3.: 1952